# Blepharoctenucha virescens
Blepharoctenucha virescens là một loài bướm đêm trong họ Geometridae.